# Maryam Motallebzadeh

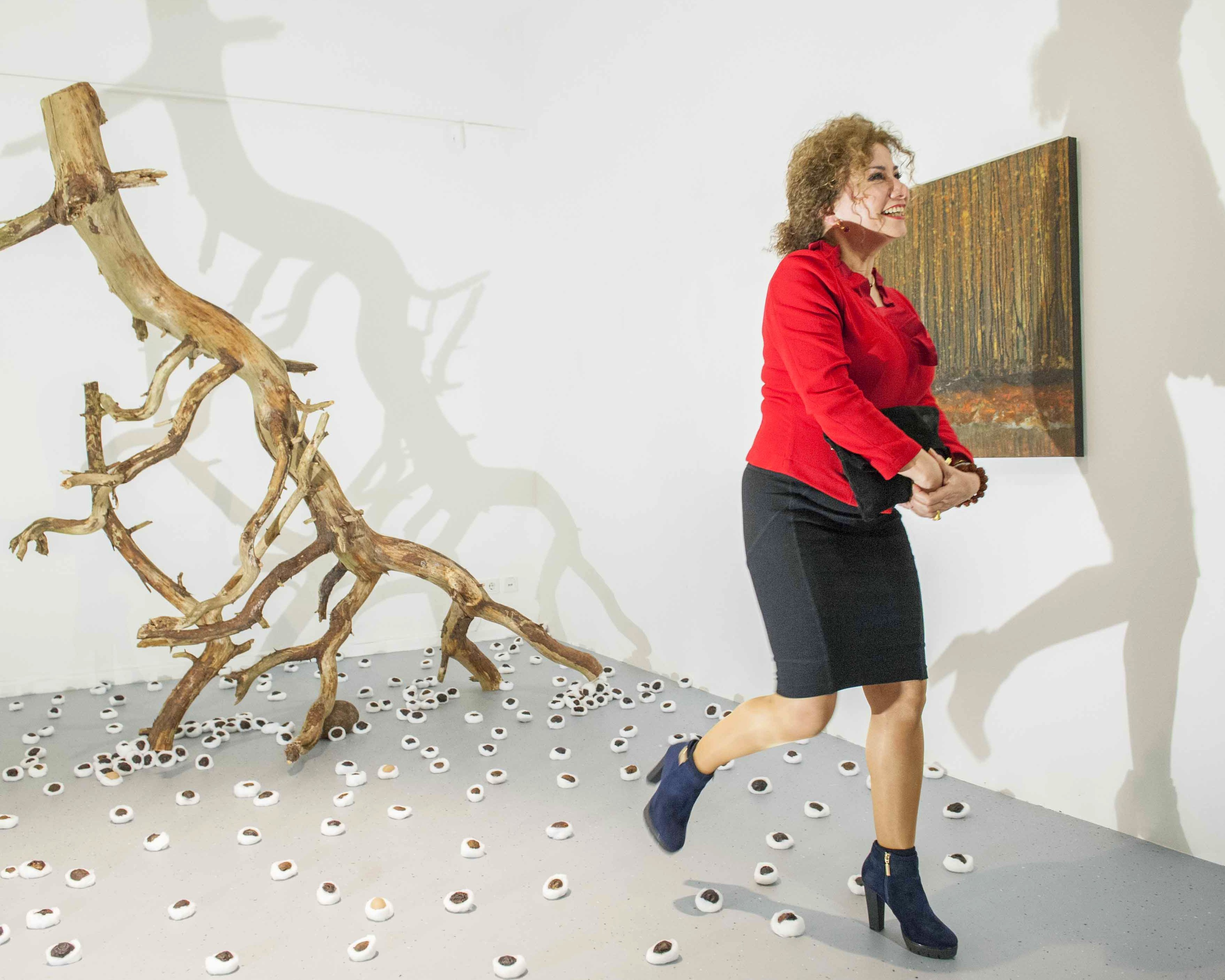
Maryam Motallebzadeh bei ihrer Ausstellungseröffnung in der Kunsthalle Worpswede am 5. November 2016.

Maryam Motallebzadeh (persisch مریم  مطلب زاده; * 18. Februar 1960 in Tabriz/Iran) ist eine iranisch-deutsche Bildende Künstlerin, die im Bereich Malerei, Installationen, Videokunst, Konzeptkunst und Performance tätig ist.

## Leben
Maryam Motallebzadeh wurde als drittes Kind einer persischen Kaufmanndynastie geboren. Ihre Familie gehörte zur gutsituierten Mittelschicht. Bereits während ihrer Schulausbildung in Teheran/Iran machte sie erste Schritte im Bereich Malerei und wurde mehrfach ausgezeichnet.
Von 1979 bis 1999 leitete sie in Teheran ihre eigene Galerie „Khanne chob“, die neben zeitgenössischer Malerei auch Designobjekte ausstellte. Nebenbei besuchte sie eine Privatakademie, um sich als Malerin fortzubilden.
1999 zog sie nach Deutschland um, wo sie an der Hochschule für Künste Bremen Gasthörerin war. Von 2001 bis 2007 studierte sie Freie Kunst an der HfK Bremen. Sie war unter anderem Schülerin bei Paco Knöller und Peter W. Schaefer. Als Gast besuchte sie die International Academy of Art in Vallauris bei Jürgen Waller. Ihre Diplomprüfung schloss sie im Frühjahr 2007 ab. 2009 erhielt Maryam Motallebzadeh die deutsche Staatsbürgerschaft verliehen. Studienreisen führten die Künstlerin nach Asien, Afrika, Russland, USA und in die meisten europäischen Länder.
Ende 2017 zog sie nach Berlin. 

## Werk
Ihr Arbeitsschwerpunkt liegt im Bereich Malerei und Installationen. Daneben beschäftigt sie sich immer wieder mit Videokunst, auch als Jurorin. Sie ist Mitglied in der Internationalen Gesellschaft der Bildenden Künste (IGBK) und arbeitet abwechselnd in ihren Berliner und Bremer Ateliers.
„Häufig trägt die Künstlerin das Material in vielen Schichten auf, lässt Untergründiges, Verdecktes, Verborgenes durchscheinen oder kratzt und schabt in die Oberfläche hin, ein Akt, der das Unruhepotenzial in ihrer Kunst verdeutlicht“, konstatierte der Kunstkritiker Rainer Beßling anlässlich der Ausstellung „Wer ist Maryam? Wer ist Maria?“ in der Evangelischen Akademie Loccum. „Sie näht deutsche Wörter auf ein Tuch mit persischer Schrift. Im Treffpunkt beider Sprachen hat sie ihre geistige Heimat gefunden. Geknotete Bänder verweisen auf die Hoffnungen und utopischen Anteile in ihrer Kunst: auf die Verbindung der Kulturkreise, zwischen denen sie sich bewegt, auf die Glückserfüllung in der wechselseitigen friedvollen Bereicherung.“
Ähnlich sieht es der Kulturwissenschaftler Reiner Matzker: „Die Reise in fremde Länder oder auch in die Inneren Welten der Eingebung und vielleicht der Wandlung prägen das Werk von Maryam Motallebzadeh. Dabei ist sie weniger, wie häufig erwähnt wird, eine interkulturelle Künstlerin, und sie ist auch in diesem Sinn keine Grenzgängerin zwischen den Kulturen“, legt er im Katalog zur Ausstellung „Wohin? Migration in drei Jahrhunderten“dar. „Sie ist auf ihrem Gebiet eine mittlerweile international anerkannte Künstlerin, die sich weniger an ihrer Herkunft denn an der allgemeinen Kunstgeschichte, ihrer Intuition und Intention orientiert.“
Diese Einschätzung der Arbeiten Maryam Motallebzadehs wird auch von der Kunsthistorikerin Beate Reese, Leiterin des Kunstmuseum Mülheim an der Ruhr, geteilt: „In ihrem medienübergreifenden, facettenreichen Werk aus Filmen, Performances, Malerei und Schriftarbeiten zielt sie darauf, spielerisch, fiktional und voller Fantasie die Grenzlinien kultureller Identitätsentwürfe auszuloten und zu erweitern. Kunst ist in diesem Sinne eine Möglichkeitsform, um Sprachlosigkeit zu überwinden und Verständnis über kulturelle Grenzen hinweg herzustellen.“

## Auszeichnungen
- 2015: Katalogförderung durch den Senator für Kultur Bremen
- 2014: Dreimonatiges Wohn- und Arbeitsstipendium in Berlin durch den Senator für Kultur Bremen
- 2008: Förderung durch den Senator für Kultur Bremen für „Projekt Knoten“
- 1975: Reisestipendium Ramsar durch das Iranische Kulturministerium
- 1974: Kunstpreis (Malerei) der Bildungsorganisation Hadaf, Teheran

## Werke

### Ausstellungen (Auswahl)
- 2020: Corona Intra Views, Gruppenausstellung, Galerie feinart, Berlin[6]
- 2018: Der Klang des Alphabets, Einzelausstellung, Malerei und Lesung mit Kurt Scharf (ehemaliger Leiter des Goethe-Instituts Teheran), Buchhändlerkeller, Berlin[7]
- 2018: Die Nähe des Verlorenen, Einzelausstellung, Galerie Brandt Credo, Bremen[8]
- 2018: Lange Nacht der Kutur – Zerissene Erinnerung, Interaktive Installationen, Leitung, VH Bremerhaven[9]
- 2017: Wohin? Auswanderung, Flucht, Vertreibung, Gruppenausstellung, Kunststiftung Lilienthal, Lilienthal[10]
- 2017: WeltenWander (Labyrinth – Rauminstallation), Gruppenausstellung, Kunstmuseum Mülheim an der Ruhr, (K), Mülheim an der Ruhr[11]
- 2017: Der Hauch des Freien II, Einzelausstellung, Stadtbibliothek Bremen, Bremen[12]
- 2017: Der Hauch des Freien I, Einzelausstellung, gefördert durch die Friedrich-Naumann-Stiftung, Bremer Presse-Club, Bremen[13]
- 2017: Kunst trifft Diplomatie, Gruppenausstellung in Kooperation mit dem Deutschen Generalkonsulat und dem Kulturministerium Sichuan, China, XLY MoMa Chengdu, China[14]
- 2017: Ausstellung anlässlich des Paula-Modersohn-Becker-Kunstpreises, Gruppenausstellung, Worpsweder Kunsthalle, Worpswede[15]
- 2016: Wurzeln schlagen, Gruppenausstellung, Vertretung des Landes Bremen beim Bund, Berlin[16]
- 2016: Ogyanos-Ozeane, Einzelausstellung, Deutsches Schifffahrtsmuseum, Bremerhaven[17]
- 2016: Austauschprojekt China-Deutschland, Gruppenausstellung, Zushan Contemporary Art Museum, China[18]
- 2015: Hinter den Meeren, Ausstellung mit Klaus Zwick, Böke-Museum, Leer[19]
- 2014: Orient trifft Okzident, Einzelausstellung, Palais Rastede (Erbprinzenpalais) im Schloss Rastede, Rastede[20]
- 2014: Atme mit mir + Sprechender Baum + Projekt Knoten (Part 3), Einzelausstellung + Audio-Installation + Performance, Kunstpavillon Teehäuschen (Aurich) des Kunstvereins Aurich, Aurich[21]
- 2014: Projekt Knoten (Part 2), Performance im öffentlichen Raum mit 25 Darstellern, Kulturfestival Wedding-Moabit, Berlin[22]
- 2014: Projekt zu zweit, Atelierausstellung, Künstlerhaus am Deich, Bremen[23]
- 2014: Über den Horizont, Gruppenausstellung, bbk-Galerie, Leer[24]
- 2013: Diesseits des Schleiers, Einzelausstellung, Galerie Brunnenhof, Bremen[25]
- 2011: InterAction – Art & Media Crossing – Erinnerungswege, (Raum-Installation und Malerei), Gruppenausstellung, Gallery AB, Luzern-Emmenbrücke, Schweiz[26]
- 2010: Inja va Anja – hier und da, Einzelausstellung, Galerie149, Bremerhaven[27]
- 2008: Spiegel der Schrift, Einzelausstellung, Rathaus Kirchhatten, Hatten[28]
- 2008: Landpartie im Park, Gruppenausstellung, Schloss Gödens, Sande[29]
- 2008: Projekt Knoten (Part 1), Performance im öffentlichen Raum mit 23 internationalen Künstlern, Rathaus Bremen, Bremen[30]
- 2007: Bewegung in einem Block / Zweie, Videoinstallation + Diplomausstellung, Galerie der Hochschule für Künste Bremen, Bremen[31]
- 2006: Der schweigende Mantel, Raum-Installation / Einzelausstellung, Galerie Kunst an der Schlachte, Bremen[32]
- 2005: Paso Barcelona Bremen + Zweie (Raum-Installation), Gruppenausstellung, Galerie Herold Bremen[33]
- 2002: Ein Fest für John Cage – A House full of Arts, Performance und Audio-Installation, Hochschule für Künste Bremen, Bremen[34]

### Filmarbeiten (Auswahl)
- 2007: Einen Augenblick, Videokunst, 7 Minuten[35]
- 2007: Bewegung in einem Block, Videoinstallation, 7 Minuten[36]
- 2006: Zweie, Dokumentation einer Rauminstallation, 7 Minuten[37]
- 2005: Meine Hände, Videokunst, 7 Minuten[38]

### Öffentliche Vorführungen (Auswahl)
Die Filme wurden bei zahlreichen Filmfestivals, TV-Anstalten, Museen, Galerien, Internet-Portalen und in Kinos gezeigt. Unter anderem hier:
Breitenseer Lichtspiele Wien, Festival Loop Barcelona, Filmhaus Köln, Filmografi på Glimz.net Stockholm, Filmkongress München, Kino Babylon Mitte Berlin, Kunstfakultät der Chengdu Universität China, Kunstfrühling Filmbüro Bremen, Kurzfilmfestival Sequence Toulouse, Undergroundfilmfestival Vienna, 451° Filmportal Zürich

### Kataloge (Auswahl)
- Beate Reese (Hrsg.): WeltenWanderer – Zwischen den Kulturen. Kunstmuseum Mülheim an der Ruhr, Mülheim an der Ruhr 2017, ISBN 978-3-928135-61-0.
- Diesseits des Schleiers – Maryam Motallebzadeh. Senator für Kultur Bremen, 2015, ISBN 978-3-00-050279-8.